# بن موریس (هنرمند)
بن موریس (انگلیسی: Ben Morris؛ زادهٔ ۱ ژانویهٔ ۲۰۰۰) سرپرست جلوه‌های تصویری است.
وی همچنین برندهٔ جوایزی همچون جایزه اسکار بهترین جلوه‌های تصویری شده‌است.